# Saga Droplaugarsona
La saga Droplaugarsona es una de las sagas islandesas, probablemente escritas alrededor del año 1330. La obra se conservó en el manuscrito Möðruvallabók o AM 132, fol. Se trata de la historia de Helgi Droplaugarson y su hermano Grímr Droplaugarson y sobre como se convirtieron en adultos. Este par de hermanos también aparece en la saga Fljótsdæla, y de hecho parte de la trama de la saga Droplaugarsona se superpone con la de la saga Fljótsdæla, aunque varios detalles difieren entre ambos textos. También hay un episodio que indica que probablemente el autor conocía la saga de Gísla Súrssonar ya que parece haber sido tomado de esta. Esto no es algo inusual en las sagas islandesas. La saga se basa en la tradición oral, pero no parece que el autor haya acertado en integrar ese material de una forma narrativa convincente.
Jesse Byock resalta las diferencias entre Helgi Droplaugarson, un bóndi, y el goði local Helgi Ásbjarnarson a quien presuntamente envidia. Helgi pretende competir en los tribunales contra el goði quien a su vez tiene una capacidad asombrosa de asumir los embistes legales, una resistencia que Helgi finalmente es incapaz de igualar.
Es la única saga de familias que no es anónima ya que se señala en el propio texto que fue contada por alguien que llevaba por nombre Thorvaldr y que era descendiente de uno de los protagonistas de la saga.